# Forgiven
«Forgiven» — четвёртый сингл симфоник-метал-группы Within Temptation с их четвёртого студийного альбома The Heart of Everything. Сингл был выпущен в качестве промо к последовавшему концертному DVD Black Symphony. Песня представляет собой фортепианную балладу с оркестровыми элементами.

## Видео
Видеоклип «Forgiven» похож на видео, снятое к «Jillian (I’d Give My Heart)», созданного из нарезки кадров с концертов гастрольного тура The Silent Force Tour. В «Forgiven» показаны моменты с концерта Black Symphony, а сам сингл стал промо к концертному DVD.

## Список композиций
- Сингл (5 треков, digipack)[2]

1. «Forgiven» (single version)
2. «Forgiven» (album version)
3. «The Howling» (Live at Beursgebouw Eindhoven 23-11-2007)
4. «Hand of Sorrow» (Live at Beursgebouw Eindhoven 23-11-2007)
5. «The Heart of Everything» (Live at Beursgebouw Eindhoven 23-11-2007)

## Чарты
| Чарт                 | #  |
| -------------------- | -- |
| Dutch Singles Chart  | 9  |
| German Singles Chart | 87 |